# Orion (motorfiets)

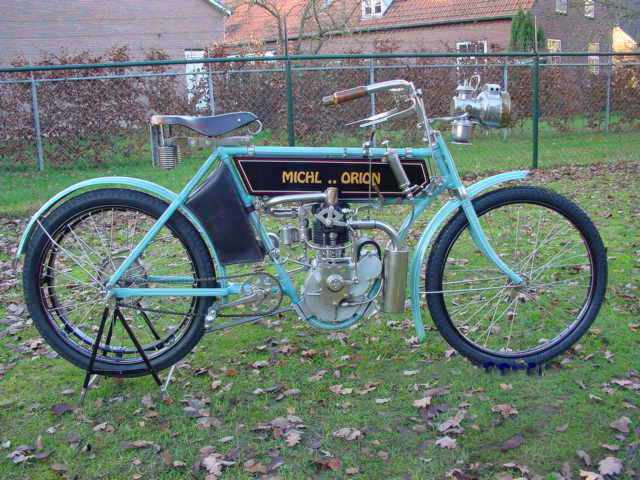
Michl Orion 450 cc 1905

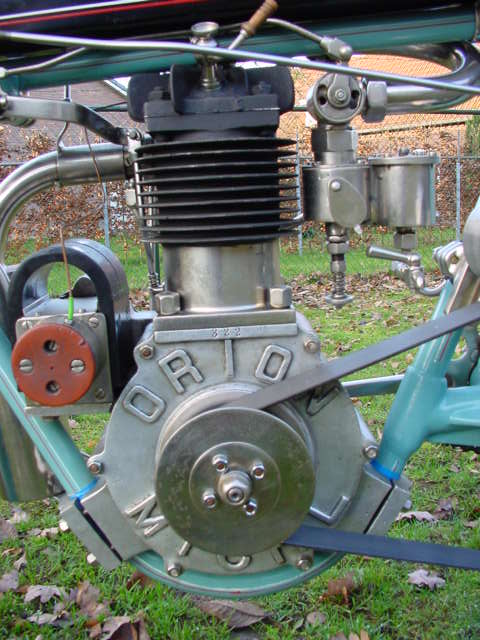
Orion motorblok 1905

Orion of Michl Orion is een historisch motorfietsmerk van Tovarna na Motocykly Orion, Michl, Slany (fabriek van Orion, Michl, Slany motorfietsen) (1900-1929).
Ingenieur Vilem Michl was een van de motorpioniers in Tjsechoslowakije, die in 1894 fietsen ging produceren. In 1902 verschenen de eerste motorfietsen onder de merknamen Michl Orion en Orion. Tot 1914 bouwde men goede eencilinders en V-twins.
Na de Eerste Wereldoorlog werd de productie pas in 1922 weer opgenomen, waarbij de ontwerpen van Vilems zoon Zdenek kwamen. In 1923 verscheen er een 346 cc tweetakt. Later kwam er een 594 cc dubbelzuiger tweetakt en viertaktmodellen van 496 en 598 cc, allemaal ontwikkeld door Zdenek Michl en in eigen beheer gebouwd.
Orion-motoren werden als inbouwmotor door het merk Jelinek toegepast.